# Литвин, Иван Максимович
Иван Максимович Литвин (8 декабря 1925, село Максимовка, Черниговская область, УССР — 21 апреля 2000, Чернигов, Украина) — советский старший сержант, командир миномётного расчёта 519-го стрелкового полка, 81-й стрелковой дивизии, 38-й армии, 1-го Украинского фронта. Полный кавалер Ордена Славы.

## Биография
Родился 8 декабря 1925 года в cеле Максимовка, Черниговская область, Украинская ССР в крестьянской семье. В 1941 году после окончания семи классов работал в колхозе.
С 1943 года призван в ряды РККА и  направлен в действующую армию — миномётчик, командир миномётного расчёта 519-го стрелкового полка, 81-й стрелковой дивизии, 38-й армии, воевал на 1-м Украинском фронте, участвовал во всех наступательных операциях своего полка и дивизии.
С 24 на 25 января 1945 года командир миномётного расчёта старший сержант И. М. Литвин в бою у города Кенты при отражении вражеской контратаки уничтожил пулемёт с расчётом и восемь гитлеровцев. За это 14 февраля 1945 года Указом Президиума Верховного Совета СССР И. М. Литвин был награждён  Орденом Славы 3-й степени.
13 марта 1945 года  старший сержант И. М. Литвин с расчетом подавил огонь вражеского пулемёта и истребил около пятнадцати пехотинцев, чем помог нашей пехоте отразить контратаку противника. 13 мая 1945 года Указом Президиума Верховного Совета СССР И. М. Литвин был награждён Орденом Славы 2-й степени.
2 мая 1945 года старший сержант И. М. Литвин вместе с расчётом  подавил четыре огневые точки противника и сразил свыше десяти вражеских солдат. 10 июня 1945 года Указом Президиума Верховного Совета СССР И. М. Литвин был награждён Орденом Славы 2-й степени. 7 мая 1974 года Указом Президиума Верховного Совета СССР И. М. Литвин  был перенаграждён Орденом Славы 1-й степени.
В 1948 года  старший сержант  И. М. Литвин был демобилизован из Советской армии. Работал заведующим сельским клубом. В 1975 окончил 10 классов Ичнянской средней школы № 1. С 1982 года жил в городе Ичня, с 1986 года — в городе Чернигов. Работал в ВОХР на Черниговской ТЭЦ. Умер 21 апреля 2000 года в городе Чернигове.

## Награды
- Орден Славы I степени (1974)
- Орден Славы II степени (1945)
- Орден Славы III степени (1945)
- Орден Отечественной войны I степени (1985)
- Украинский орден Богдана Хмельницкого III степени (5.05.1999)[6]
- Медали СССР